# Agalinis reflexidens
Agalinis reflexidens är en snyltrotsväxtart som först beskrevs av Theodor Carl Karl Julius Herzog, och fick sitt nu gällande namn av W.G. D'arcy. Agalinis reflexidens ingår i släktet Agalinis och familjen snyltrotsväxter. Inga underarter finns listade i Catalogue of Life.